# 淚的顏色
「淚的顏色」（涙の色）是日本的女子偶像組合℃-ute的第6张单曲。2008年4月23日由zetima发售。

## 概要
- B面曲「Darling I LOVE YOU」分為「Berryz工房 ver.」和「℃-ute ver.」，分別收錄在此單曲和「成吉思汗」中。
- 此單曲有2個版本，分別有「初回生産限定盤」和「CD ONLY」，「初回生産限定盤」收錄了「淚的顏色」的PV。
- 在5月5日於公信榜单曲週排行榜取得第4位。

## 收錄内容

### CD（初回生産限定盤，CD ONLY）
1. 淚的顏色
（作詞・作曲：淳君 編曲：藤澤慶昌）
2. Darling I LOVE YOU（℃-ute ver.）（ダーリン I LOVE YOU）
（作詞・作曲：淳君 編曲：酒井ミキオ）
3. 淚的顏色(Instrumental)

### DVD
1. 淚的顏色（Dance Shot Ver.）